# Jowzjan
Jowzjan of Jowzjān (Perzisch: جوزجان) is een van de 34 provincies van Afghanistan.

## Bestuurlijke indeling
De provincie Jowzjān is onderverdeeld in 11 districten:
- Aqcha
- Darzab
- Fayzabad
- Khamyab
- Khaniqa
- Khwaja Du Koh
- Mardyan
- Mingajik
- Qarqin
- Qush Tepa
- Shibirghan

Badakhshān · Bādghīs · Baghlān · Balkh · Bāmyān · Dāykundī · Farāh · Fāryāb · Ghaznī · Ghōr · Helmand · Herāt · Jowzjān · Kābul · Kandahār · Kāpīsā · Khōst · Kunar · Kunduz · Laghmān · Lōgar · Nangarhār · Nīmrōz · Nūristān · Paktiyā · Paktīkā · Panjshayr · Parwān · Samangān · Sar-e Pul · Takhār · Uruzgān · Wardak · Zābul